# Giovanni Cosimo Bonomo
Pour les articles homonymes, voir Bonomo.
Giovanni Cosimo Bonomo (né le 30 novembre 1666 à Livourne et mort le 13 janvier 1696 à Florence) est un médecin italien connu pour avoir rapporté la cause de la gale à un acarien.

## Biographie
Giovanni Cosimo Bonomo fut élève de Giovanni Maria Lancisi à Rome, puis de Francesco Redi. Ce dernier lui proposa en 1691 le poste de médecin d'Anne-Marie-Louise de Médicis, qu'il suivit à la cour de Neubourg-sur-le-Danube et Düsseldorf. Avec Giacinto Cestoni et Redi, le médecin comprit le rôle d'un acarien dans la contagion de la gale en ayant rapporté ses observations faites au microscope. Il décrit le tout dans l'ouvrage Observations sur les acariens du corps humain (1687). Il défendit vainement, malgré l'appui de Redi, les acquisitions médicales et thérapeutiques contenues dans son écrit. Il se trouvait en opposition non seulement avec les conceptions aristotéliciennes de l'époque mais avec celles de son propre maître, Giovanni Maria Lancisi.

## Publications
- Osservazioni intorno a' pellicelli del corpo umano (Observations sur les acariens du corps humain), Florence, 1687.
- (avec Diacinto Cestoni), Prima dimostrazione della natura parassitaria di una malattia contagiosa (Première démonstration de la nature parasitaire d'une maladie contagieuse) (OCLC 56789500).

## Source de la traduction
- (it) Cet article est partiellement ou en totalité issu de l’article de Wikipédia en italien intitulé « Giovanni Cosimo Bonomo » (voir la liste des auteurs).